# Bartonville (Texas)
Bartonville is een plaats (town) in de Amerikaanse staat Texas, en valt bestuurlijk gezien onder Denton County.

## Demografie
Bij de volkstelling in 2000 werd het aantal inwoners vastgesteld op 1093.
In 2006 is het aantal inwoners door het United States Census Bureau geschat op 1442, een stijging van 349 (31,9%).

## Geografie
Volgens het United States Census Bureau beslaat de plaats een oppervlakte van
15,7 km², waarvan 15,6 km² land en 0,1 km² water.

## Plaatsen in de nabije omgeving
De onderstaande figuur toont nabijgelegen plaatsen in een straal van 8 km rond Bartonville.